# 小行星13058
小行星13058（13058 Alfredstevens）是一颗绕太阳运转的小行星，为主小行星带小行星。该小行星于1990年11月19日发现。

## 轨道参数
小行星13058的轨道半长轴为352 800 199 km，2.3582901 UA，离心率为0.116。